# Torneo de Reus 2023
El Catalonia Open 2023 fue un torneo de tenis perteneció a los Torneos WTA 125s en 2023 en la categoría WTA 125s. Se trató de la 1 edición del torneo. Se llevó a cabo en Reus, España, entre el 1 de mayo al 7 de mayo de 2023 sobre en pista de tierra batida al aire libre.

## Cabezas de serie

### Individuales
| Tenista         | Ranking | Preclasificada |
| Jil Teichmann   | 30      | 1              |
| Sorana Cîrstea  | 44      | 2              |
| Lauren Davis    | 56      | 3              |
| Xiyu Wang       | 60      | 4              |
| Anna Blinkova   | 65      | 5              |
| Jasmine Paolini | 68      | 6              |
| Caty McNally    | 69      | 7              |
| Alizé Cornet    | 71      | 8              |

- Ranking del 24 de abril de 2023

### Dobles
| Tenista                       | Ranking | Preclasificada |
| Storm Hunter Ellen Perez      | 27      | 1              |
| Alexa Guarachi Erin Routliffe | 78      | 2              |
| Miyu Kato Yana Sizikova       | 86      | 3              |
| Aliona Bolsova Anna Danilina  | 91      | 4              |

## Campeonas

### Individuales femeninos
Sorana Cîrstea venció a  Elizabeth Mandlik por 6–1, 4–6, 7–6(1)

### Dobles femenino
Storm Hunter /  Ellen Perez vencieron a  Alexa Guarachi /  Erin Routliffe por 6–1, 7–6(8)